# 萊辛森-萊巴嫩 (特拉華州)
萊辛森-莱巴嫩（英語：Rising Sun-Lebanon）是位於美國特拉華州肯特縣的一個人口普查指定地區。

## 地理
萊辛森-莱巴嫩的座標為39°05′59″N 75°30′18″W / 39.09972°N 75.50500°W，而該地最高點為海拔高度8米（即26英尺）。

## 人口
根據2010年美國人口普查的數據，萊辛森-莱巴嫩的面積為9.20平方千米，當中陸地面積為8.80平方千米，而水域面積為0.40平方千米。當地共有人口3391人，而人口密度為每平方千米368人。